# Marcinowo (powiat gołdapski)
Marcinowo (niem. Marczinowen) – wieś w Polsce położona w województwie warmińsko-mazurskim, w powiecie gołdapskim, w gminie Gołdap.
W latach 1975–1998 miejscowość należała administracyjnie do województwa suwalskiego.
Podczas akcji germanizacyjnej nazw miejscowych i fizjograficznych (tzw. chrzty hitlerowskie) utrwalona historycznie nazwa niemiecka Marczinowen została w 1934 r. zastąpiona przez administrację nazistowską sztuczną formą Martinsdorf.